# سيزار أوقستو هرمنغيلدو
سيزار أوقستو هرمنغيلدو (بالبرتغالية: César Augusto Hermenegildo‏) هو لاعب كرة قدم برازيلي في مركز الهجوم، ولد في 13 مارس 1986 في مونتي أزول بوليستا ‏ في البرازيل. لعب مع أتلتيكو مينيرو وريد بل برازيل ونادي ساراييفو ونادي سي آر بي ونادي فلومينينسي ونادي يانغون يونايتد.

## وصلات خارجية
- سيزار أوقستو هرمنغيلدو على موقع قاعدة بيانات كرة القدم.إي يو (الإنجليزية)
- سيزار أوقستو هرمنغيلدو على موقع Soccerway.com (الإنجليزية)